# Phoenix Challenge
El Phoenix Challenge es una serie de partidos amistosos entre un equipo alternativo del Wellington Phoenix, representante de Nueva Zelanda en la A-League australiana, y los ocho equipos que forman parte de la ASB Premiership, primera división del país.
Se jugó por primera vez en la temporada 2010/11 y desde entonces se reeditó solamente en dos ocasiones, durante la ASB Premiership 2012/13 y la 2013/14.

## Equipos participantes
Esta tabla incluye a todos los clubes que jugaron al menos una vez y no a todos lo de la primera división de Nueva Zelanda, como el Wanderers.
| Equipo                 | Ciudad           | Entrenador                | Estadio              | Capacidad | Ediciones                  |
| ---------------------- | ---------------- | ------------------------- | -------------------- | --------- | -------------------------- |
| Wellington Phoenix "A" | Wellington       | Ernie Merrick             | Estadio Westpac      | 35.000    | 2010/11, 2012/13 y 2013/14 |
| Auckland City          | Auckland         | Ramon Tribulietx          | Kiwitea Street       | 5.000     | 2010/11 y 2012/13          |
| Canterbury United      | Christchurch     | Keith Braithwaite         | ASB Football Park    | 8.000     | 2010/11 y 2012/13          |
| Hawke's Bay United     | Napier           | Chris Greatholder         | Bluewater Stadium    | 4.000     | 2010/11 y 2013/14          |
| Southern United        | Dunedin          | Luiz Uehara               | Forsyth Barr Stadium | 30.500    | 2010/11 y 2012/13          |
| Team Wellington        | Wellington       | Matt Calcott              | Newtown Park         | 5.000     | 2010/11 y 2012/13          |
| Waitakere United       | Waitakere        | Paul Temple Brian Shelley | Fred Taylor Park     | 10.000    | 2010/11, 2012/13 y 2013/14 |
| WaiBOP United          | Hamilton         | Peter Smith               | Beetham Park         |           | 2010/11                    |
| YoungHeart Manawatu    | Palmerston North | Stu Jacobs                | Memorial Park        | 8.000     | 2010/11 y 2012/13          |

## Ediciones

### 2010/11
Con la idea de darle más rodaje a los jugadores que no eran tenidos en cuenta en el Wellington Phoenix, se jugaron una serie de encuentros entre las franquicias de la ASB Premiership y el Wellington Phoenix "A". El elenco alternativo de los Nix no logró ninguna victoria, consiguiendo cuatro derrotas y cuatro empates.
| Equipo                 | Partidos Jugados | Partidos Ganados | Partidos Empatados | Goles a favor |
| ---------------------- | ---------------- | ---------------- | ------------------ | ------------- |
| Wellington Phoenix "A" | 8                | 0                | 4                  | 11            |
| Eqps. ASB Premiership  | 8                | 4                | 4                  | 19            |

### 2012/13
En esta edición, el Phoenix "A" no jugó con los ocho clubes del torneo neozelandés y jugó también con la selección de Nueva Zelanda Sub-20. Las únicas victorias para los Nix fueron ante una escuadra alternativa del más adelante campeón de la ASB Premiership, el Waitakere United; y ante el combinado Sub-20 neozelandés.
| Equipo                 | Partidos Jugados | Partidos Ganados | Partidos Empatados | Goles a favor |
| ---------------------- | ---------------- | ---------------- | ------------------ | ------------- |
| Wellington Phoenix "A" | 7                | 2                | 0                  | 13            |
| Eqps. ASB Premiership  | 7                | 5                | 0                  | 18            |

### 2013/14
En enero de 2014 el equipo alternativo del Wellington Phoenix jugó un amistoso ante el Waitakere United dando inicio a la edición 2013/14 del torneo.
| Equipo                 | Partidos Jugados | Partidos Ganados | Partidos Empatados | Goles a favor |
| ---------------------- | ---------------- | ---------------- | ------------------ | ------------- |
| Wellington Phoenix "A" | 2                | 0                | 1                  | 2             |
| Eqps. ASB Premiership  | 2                | 1                | 1                  | 3             |